# FF Scala
Die FF Scala ist eine vom niederländischen Schriftgestalter Martin Majoor entworfene Schriftsippe, die aus den einzelnen auf dem gleichen Formprinzip basierenden Familien FF Scala und FF Scala Sans besteht. Die Schrift ist Teil der FontFont-Bibliothek von FSI FontShop International.

## Entstehung
Martin Majoor begann 1987 mit dem Design der Scala. Er arbeitete zu dieser Zeit als Grafikdesigner für das Musikzentrum Vredenburg in Utrecht, welches eines der ersten Büros war, das mit DTP-Systemen arbeitete. Keine der ihm dort zur Verfügung stehenden 16 vorhandenen PostScript-Schriften beinhaltete Mediävalziffern, Kapitälchen oder Ligaturen, die er jedoch für seine Arbeit benötigte. Er entschloss sich, eine eigene Schrift für seinen Arbeitgeber zu gestalten, die seinen Ansprüchen genügte.
Er benannte die Schrift nach dem berühmten Opernhaus Teatro alla Scala in Mailand. Drei Gründe waren hierfür ausschlaggebend: das zu dieser Zeit bei Opernaufführungen sehr aktive Konzerthaus seines Arbeitgebers, die historischen Wurzeln des berühmten Vorbilds, die wie die seiner Schrift ins 18. Jahrhundert reichen, sowie die weitere Bedeutung des Wortes Scala (Spektrum). Damit wollte Majoor auf den Umfang der Schriftsippe hinweisen, die sowohl eine Antiqua- als auch eine serifenlose Version umfasst, jeweils in Schriftschnitten von Light bis Black und sich sowohl für förmliche als auch für dekorative typografische Gestaltungsaufgaben eignet.

## FF Scala

Schriftbeispiel der FF Scala

Die FF Scala ist eine serifenbetonte Renaissance-Antiqua, die 1990 als erste Textschrift des gerade neu gegründeten FontFont-Labels veröffentlicht wurde und seitdem weiter ausgebaut wurde, zuletzt im Rahmen der OpenType-Konvertierung. Wie viele zeitgenössische holländische Antiquas ist sie kein Revival einer einzelnen historischen Schrift, sondern zeigt Einflüsse verschiedener Vorbilder. Martin Majoor ließ sich beim Design von humanistischen Schriftarten wie der Bembo und von Schriften des französischen Typografen Pierre Simon Fournier des mittleren 18. Jahrhunderts beeinflussen. Im Gegensatz zu diesen Vorbildern bemühte er sich jedoch um einen schwächeren Kontrast und stärkere Serifen, da die meisten PostScript-Fonts seiner Ansicht nach zu dünn waren. Die Wurzeln der Kursiven der FF Scala sind noch älteren Ursprungs, sie sind inspiriert von Arbeiten des italienischen Schriftgestalters Ludovico Vicentino degli Arrighi (1475–1527).

## FF Scala Sans

Schriftbeispiel der FF Scala Sans

Die FF Scala Sans ist eine humanistische (dynamische) serifenlose Linear-Antiqua mit Renaissance-Charakter, die 1993 als Pendant zur Serifenversion veröffentlicht wurde. Bei der Gestaltung wurden die Endstriche der FF Scala abgetrennt und ihr Kontrast angepasst. Sie basiert weiterhin auf der gleichen Grundform, so dass beide Familien gut kombiniert eingesetzt werden können. Das machte die Schriftsippe bei Grafikdesignern und Schriftsetzern sehr beliebt und sorgte für eine weite Verbreitung, gab es doch wenige digital verfügbare Familien, die derart gut ausgebaut und für den digitalen Schriftsatz optimiert waren. Auch die FF Scala Sans besitzt echte Kapitälchen, verschiedene Ziffernformen und zahlreiche Ligaturen.
1997 wurde zudem eine dekorative Sonderform von Großbuchstaben veröffentlicht, die FF Scala Jewels. Sie ist beeinflusst von holländischen dekorativen Versalien aus dem Barock.

## Einsatzbeispiele
Die FF Scala wird vielfältig eingesetzt. Durch die Kombinierbarkeit beider Schriftfamilien untereinander und mit anderen Schriftarten findet sie besonders oft als Hausschrift Verwendung. So ist sie z. B. die
- Hausschrift der Humboldt-Universität zu Berlin[4]
- Hausschrift der Stadt Lauscha[5]
- Hausschrift der dänischen Kommune Gladsaxe[6]
- Hausschrift der Norwegischen Universität für Umwelt- und Biowissenschaften[7]
- Hausschrift der School of Pharmacy der Universität Maryland[8]
- Hausschrift der Johnson School der Cornell University[9]
- Hausschrift der BBBank
- Hausschrift des Deutschlandradios
- Schriftart der überregionalen niederländischen Tageszeitung AD